# Etileno
El etileno o eteno es un compuesto químico orgánico formado por dos átomos de carbono enlazados mediante un doble enlace que tiene una fórmula C
2H
4 o H
2C=CH
2. Es uno de los productos químicos más importantes de la industria química, siendo el compuesto orgánico más utilizado en todo el mundo. Casi el 60% de su producción industrial se utiliza para obtener polietileno. Es un gas incoloro, inflamable con un ligero olor "dulce y almizclado" cuando está puro. Es el alqueno más simple (un hidrocarburo con doble enlace carbono-carbono ).
El etileno se utiliza ampliamente en la industria química, y su producción mundial (más de 150 millones de toneladas en 2016) supera a la de cualquier otro compuesto orgánico. Gran parte de esta producción se destina a polietileno, un plástico ampliamente utilizado que contiene polímero de cadenas de unidades de etileno en varias longitudes de cadena. El etileno es también una importante hormona vegetal natural y se utiliza en agricultura para forzar la maduración de los frutos. El hidrato de etileno es el etanol.

## Estructura y propiedades

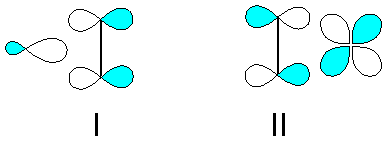
Descripción orbital del enlace entre el etileno y un metal de transición.

Este hidrocarburo tiene cuatro átomos de hidrógeno unidos a un par de átomos de carbono que están conectados por un doble enlace. La molécula no puede rotar alrededor del doble enlace y todos los átomos están en el mismo plano. Los seis átomos que componen el etileno son  coplanares. El ángulo H-C-H es de 117,4°, cercano a los 120° del carbono ideal sp² hibridado. La molécula también es relativamente débil: la rotación sobre el enlace C-C es un proceso de muy baja energía que requiere romper el enlace π suministrando calor a 50 °C.
El enlace π en la molécula de etileno es responsable de su reactividad útil. El doble enlace es una región de alta densidad electrónica, por lo que es susceptible de ser atacado por electrófilos. Muchas reacciones del etileno son catalizadas por metales de transición, que se unen transitoriamente al etileno utilizando los orbitales π y π*.[cita requerida]
Al ser una molécula simple, el etileno es espectroscópicamente sencillo. Su espectro UV-vis se sigue utilizando como prueba de métodos teóricos.

## Usos
Las principales reacciones industriales del etileno incluyen por orden de escala: 1) polimerización, 2) oxidación, 3) halogenación e hidrohalogenación, 4) alquilación, 5) hidratación, 6)  oligomerización, y 7) hidroformilación. En Estados Unidos y Europa, aproximadamente el 90% del etileno se utiliza para producir óxido de etileno, dicloruro de etileno, etilbenceno y polietileno. La mayoría de las reacciones con etileno son adición electrofílica.[cita requerida]

### Polimerización
El polietileno consume más de la mitad del suministro mundial de etileno. El polietileno es el plástico más utilizado del mundo. Se utiliza principalmente para fabricar películas envasadas y bolsas de basura. Las alfa-olefinas lineales, producidas por  oligomerización (formación de polímeros cortos) se utilizan como precursores, detergentes, plastificantes,  lubricantes sintéticos, aditivos y también como co-monómeros en la producción de polietilenos.

### Oxidación
El etileno se oxida para producir óxido de etileno, una materia prima clave en la producción de tensoactivos y detergentess por etoxilación. El óxido de etileno también se hidroliza para producir etilenglicol, ampliamente utilizado como anticongelante para automóviles, así como glicoles de mayor peso molecular, éteres de glicol y tereftalato de polietileno.
El etileno se somete a oxidación por paladio para dar acetaldehído. Esta conversión sigue siendo un importante proceso industrial (10M kg/año). El proceso pasa por la complejación inicial del etileno a un centro de Pd(II).[cita requerida]

### Halogenación e hidrohalogenación
Los principales productos intermedios de la halogenación e hidrohalogenación del etileno son el dicloruro de etileno, el cloruro de etilo y el dibromuro de etileno. La adición de cloro conlleva la "oxicloración", es decir, no se utiliza cloro propiamente dicho. Algunos productos derivados de este grupo son el cloruro de polivinilo, el tricloroetileno, el percloroetileno, el metilcloroformo, el cloruro de polivinilideno y copolímeros, y el bromuro de etilo.

### Alquilación
El principal producto químico intermedio de la alquilación con etileno es el etilbenceno, precursor del estireno. El estireno se utiliza principalmente en el poliestireno para envases y aislantes, así como en el caucho  estireno-butadieno para neumáticos y calzado. A menor escala, etiltolueno, etilanilinas, 1,4-hexadieno y alquilos de aluminio. Entre los productos de estos intermedios se encuentran el poliestireno, los insaturados poliésters y terpolímeros.

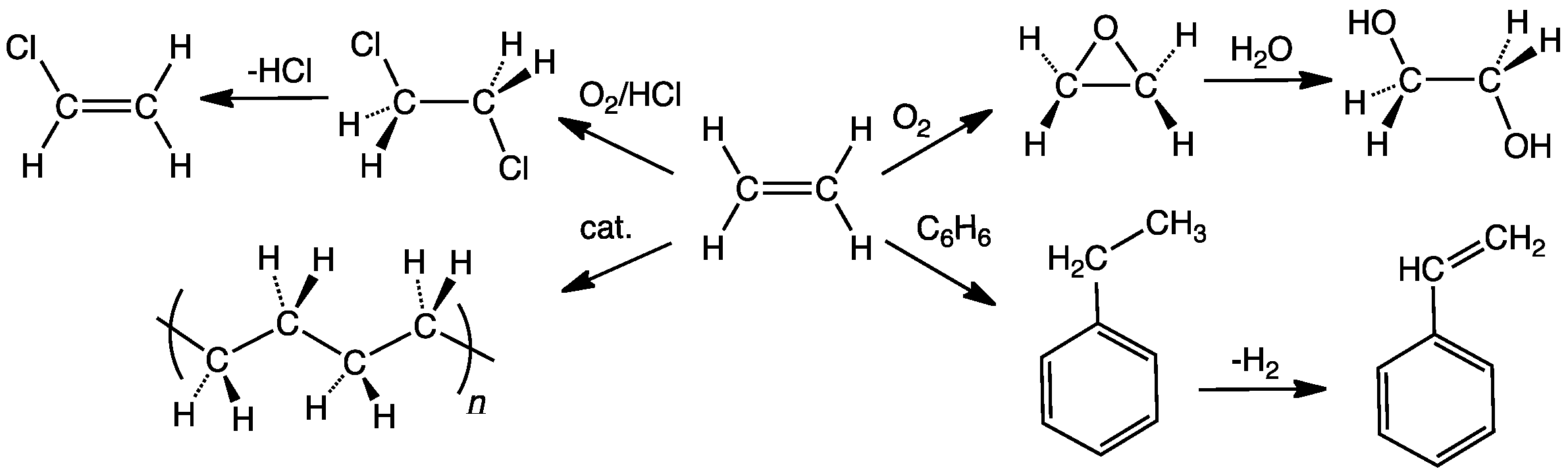
Principales usos industriales del etileno. En el sentido de las agujas del reloj desde arriba a la derecha: sus conversiones en óxido de etileno, precursor del etilenglicol; en etilbenceno, precursor del estireno; en varios tipos de polietileno; en dicloruro de etileno, precursor del cloruro de vinilo.

## Reactividad química

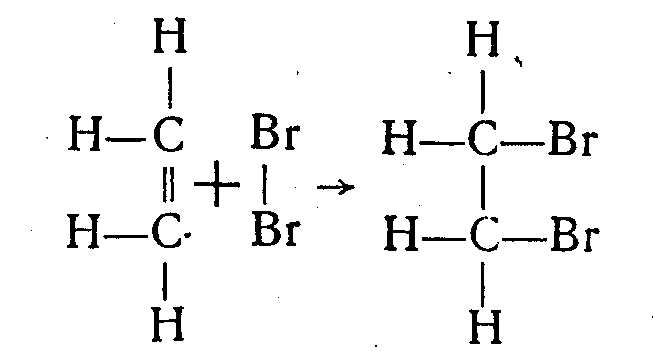
Dibromoetano, también conocido como dibromuro de etileno, se ha utilizado como eliminador del plomo en la gasolina y como pesticida e ingrediente de formulaciones de fumigación de suelos y granos.

La región del doble enlace es relativamente rica en densidad electrónica (es un centro nucleófilo) y puede reaccionar con electrófilos (con deficiencia de electrones) a través de reacciones de adición. Mediante este tipo de reacciones se pueden sintetizar derivados halogenados.
También se puede adicionar agua (reacción de hidratación) para dar etanol; se emplea un ácido como el ácido sulfúrico o el ácido fosfórico como catalizador. La reacción es reversible.
A altas presiones y con un catalizador metálico (platino, rodio, níquel) se puede hacer reaccionar con hidrógeno molecular para dar etano.

## Producción
La producción mundial de etileno fue de más de 150 millones de toneladas en 2016.
La mayor parte del etileno producido mundialmente se obtiene por la ruptura mediante vapor (steam cracking) de hidrocarburos de refinería (etano, propano, nafta y gasóleo, principalmente). También se obtiene el etileno a partir del reformado catalítico de naftas o a partir de gas natural (Oxidative Coupling of Methane, OCM). También puede obtenerse en laboratorios de Química Orgánica mediante la deshidratación de alcoholes.

### Proceso industrial
El etileno es producido en la industria petroquímica a través de la ruptura mediante craqueo, deshidrogenando el etano. En este proceso, los hidrocarburos gaseosos o líquidos livianos son calentados, mediante hornos, hasta 750–950 °C. Esta alta temperatura produce la ruptura de enlaces, así que la formación de etileno se ve acompañada de la creación de otros productos secundarios no deseados, que son separados posteriormente por destilación o absorción.

## Etileno como hormona vegetal
El etileno es la fitohormona responsable de los procesos de estrés en las plantas, así como la maduración de los frutos, además de la senescencia de hojas y flores y de la abscisión del fruto.
La famosa frase de que "una manzana podrida echa a perder el cesto" tiene su fundamento científico precisamente en el etileno, puesto que, cuando una fruta madura desprende etileno, acelera la maduración de las frutas que la rodean.[cita requerida] Es por ese motivo que se utiliza este gas de manera artificial en frutas que se han cosechado aún verdes para madurarlas o para intensificar el color rojo en los tomates.[cita requerida] El etileno que emiten las manzanas también hace que las zanahorias se tornen de sabor amargo, por lo cual no deben almacenarse juntas.[cita requerida] El etileno es detectado por gasorreceptores basados en enzimas de membrana que requieren iones de cobre para unirse al etileno.

### Biosíntesis
El etileno es biosintetizado a partir de la S-Adenosil metionina (SAM), la cual forma un intermediario, el ácido 1-aminociclopropilcarboxílato, por acción de la enzima 1-Aminociclopropano-1-carboxilato sintasa (EC 4.4.1.4). Posteriormente el intermediario se oxida por acción de oxígeno y la enzima aminociclopropanocarboxilato oxidasa (EC 1.4.17.4), la cual utiliza ácido ascórbico como cofactor, dando como productos etileno, ácido cianhídrico y dióxido de carbono.

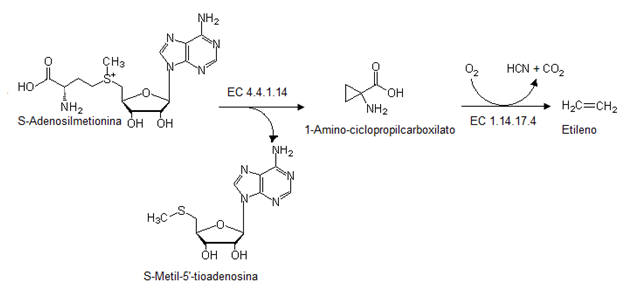

## Historia
Algunos geólogos y estudiosos creen que el famoso oráculo griego de Delfos (la Pitia) entraba en su estado de trance como efecto del etileno que subía de fallas del suelo.
El etileno parece haber sido descubierto por Johann Joachim Becher, que lo obtuvo calentando etanol con ácido sulfúrico. Mencionó el gas en su obra Physica Subterranea (1669). Joseph Priestley también menciona el gas en su obra Experiments and observations relating to the various branches of natural philosophy: with a continuation of the observations on air (1779), donde informa de que Jan Ingenhousz vio sintetizar el etileno de la misma manera por un Sr. Enée en Ámsterdam en 1777 y posteriormente Ingenhousz produjo el gas él mismo. Las propiedades del etileno fueron estudiadas en 1795 por cuatro químicos holandeses, Johann Rudolph Deimann, Adrien Paets van Troostwyck, Anthoni Lauwerenburgh y Nicolas Bondt, que descubrieron que se diferenciaba del gas hidrógeno y que contenía tanto carbono como hidrógeno. Este grupo también descubrió que el etileno podía combinarse con el cloro para producir el aceite de los químicos holandeses, el 1,2-dicloroetano; este descubrimiento dio al etileno el nombre que se utilizaba para él en aquella época, gas olefiante (gas para hacer aceite) El término gas olefiante es a su vez el origen de la palabra moderna "olefina", la clase de hidrocarburos de la que el etileno es el primer miembro.[cita requerida]
A mediados del siglo XIX, el sufijo -ene (una raíz griega antigua que se añade al final de los nombres femeninos y que significa "hija de") se utilizaba ampliamente para referirse a una molécula o parte de ella que contenía un átomo de hidrógeno menos que la molécula que se modificaba. Así, el etileno (C2H4) era la "hija del etilo" (C2H5). El nombre de etileno se utilizó en este sentido ya en 1852.
En 1866, el químico alemán August Wilhelm von Hofmann propuso un sistema de nomenclatura de hidrocarburos en el que los sufijos -ane, -ene, -ine, -one y -une se utilizaban para designar los hidrocarburos con 0, 2, 4, 6 y 8 hidrógenos menos que su alcano de origen. En el sistema de Hoffman el nombre debería ser eteno y no etileno.  El sistema de Hofmann acabó convirtiéndose en la base de la nomenclatura de Ginebra aprobada por el Congreso Internacional de Químicos en 1892, que sigue siendo el núcleo de la nomenclatura de la IUPAC. Sin embargo, para entonces, el nombre de etileno estaba muy arraigado y sigue siendo muy utilizado hoy en día, especialmente en la industria química.
Tras los experimentos realizados por Luckhardt, Crocker y Carter en la Universidad de Chicago, el etileno se utilizó como anestésico. y se mantuvo en uso hasta la década de 1940, incluso cuando el cloroformo estaba siendo eliminado. Su olor penetrante y su naturaleza explosiva limitan su uso en la actualidad.